# WXIII: Patlabor the Movie 3
WXIII: Patlabor the Movie 3 (WXIII 機動警察パトレイバー, Weisuteddo Sātīn Kidō Keisatsu Patoreibā) és una pel·lícula thriller de ciència-ficció japonesa de 2002] dirigida per Fumihiko Takayama i escrita per Miki Tori. La tercera i última entrega de la trilogia de pel·lícules Patlabor, té lloc entre Patlabor: The Movie i Patlabor 2: The Movie i serveix com a història paral·lela, centrada en dos detectius de policia i SV2 mentre investiguen una sèrie d'actes misteriosos de destrucció mortal que ocorren a la badia de Tòquio i als voltants que poden estar connectats a un experiment genètic ha sortit malament. Va ser animat per Madhouse i produït per Bandai Visual i Tohokushinsha.

## Argument
L'any 2000, una sèrie d'atacs desconeguts a Labors han fet que dos detectius de policia, Shinichiro Hata i Takeshi Kusumi, fossin assignats per investigar aquesta sèrie d'esdeveniments, assistits per membres de la unitat SV2 del Departament de Policia Metropolitana de Tòquio.
A mesura que comencen a esbrinar el misteri darrere dels atacs, els dos detectius troben motius per sospitar que els atacs poden tenir alguna cosa a veure amb les exèrcit estatunidenc estacionat al Japó, elements de ls Força d'Autodefensa Terrestre japonesa, i una científica implicada en un programa d'armes biològiques conegut com Wasted XIII.

## Repartiment
| Personatge                | Japonès            | Anglès (Geneon Entertainment, 2003) |
| ------------------------- | ------------------ | ----------------------------------- |
| Detective Takeshi Kusumi  | Katsuhiko Watabiki | Alfred Thor                         |
| Detective Shinichiro Hata | Hiroaki Hirata     | Dave Wittenberg                     |
| Saeko Misaki              | Atsuko Tanaka      | Kari Wahlgren                       |
| Toshiro Kurusu            | Takanobu Hozumi    | Simon Prescott                      |
| Shizuo Miyanomori         | Shingo Hiromori    | Steven Chester Prince               |
| Goro Ishihara             | Junpei Morita      | Kirk Thornton                       |
| Hitomi Misaki             | Risa Suzuki        | Julie Maddalena                     |
| Captain Kiichi Goto       | Ryūsuke Ōbayashi   | Daran Norris                        |
| Noa Izumi                 | Miina Tominaga     | Michelle Ruff                       |
| Asuma Shinohara           | Toshio Furukawa    | Richard Cansino                     |
| Isao Ohta                 | Michihiro Ikemizu  | Richard Epcar                       |
| Mikiyasu Shinshi          | Issei Futamata     |                                     |
| Hiromi Yamazaki           | Daisuke Gōri       |                                     |
| Captain Ōsumi             | Masaru Ikeda       | Dan Lorge                           |

## Desenvolupament
Triangle Staff va ser l'estudi d'animació original encarregat de la pel·lícula, però l'estudi va desaparèixer durant la seva producció. Madhouse es va fer càrrec del projecte, tot i que la implicació de Triangle Staff seria reconeguda als crèdits finals de la pel·lícula.
Molt semblant en premissa i trama a l'episodi 3 de l'OVA original The 450-Million-Year-Old Trap i els arcs de manga dels volums 7 al 10 que amplien molt la trama d'aquest episodi.

## Llançament
WXIII es va estrenar fora de competició durant el Festival Internacional de Cinema Fantàstic de Tòquio, que va tenir una projecció especial el 10 de desembre de 2001. L'estrena japonesa de WXIII va tenir lloc el 30 de març de 2002 coincidint amb l'estrena de Minipato. Geneon Entertainment va llicenciar WXIII per al seu llançament al cinema nord-americà el 10 de gener de 2003 i el llançament en DVD el maig de 2003, que finalment va ser seguit per posteriors llançaments de DVD a Europa i Oceania. Va tenir llicència a Austràlia per Madman Entertainment. Section23 Films té la llicència de les tres pel·lícules Patlabor per a Amèrica del Nord. Section23 Films va estrenar la pel·lícula en Blu-ray i DVD el 8 de setembre de 2015.

## Recepció
WXIII va obtenir crítiques generalment diverses i té una mitjana de 47/100 al lloc web agregat Metacritic.
Animerica li va donar una crítica favorable i l'anomenava un "treball ambiciós que es manté tant amb les justament aclamades pel·lícules de Patlabor d'Oshii com amb les millors obres de terror d’matge real del Japó."